# Робърт Уилсън (писател)
Робърт Уилсън (на английски: Robert Wilson) е английски писател на произведения в жанра трилър, шпионски роман и криминален роман.

## Биография и творчество
Робърт Уилсън е роден през 1957 г. в Станфорд, Кент, Англия. Баща му е пилот на изтребител от Кралските военновъздушни сили. Получава през 1979 г. диплома по английска филология от Оксфордския университет. След дипломирането си работи в рекламната и корабната индустрия в Лондон. По-късно пътува по света със съпругата си, като работи в търговията в Западна Африка и също прекарва време в Гърция и Азия, след което се установява в Лисабон.
Първият му трилър „Инструменти на мрака“ от поредицата „Брус Медуей“ е издаден през 1994 г. Главният герой търси мистериозен убиец сред контрабандната търговия, политически игри и корупция в района около Бенин на Западна Африка.
През 1999 г. е издаден е трилърът му „Малка смърт в Лисабон“. В историята се вплита съвременна смърт със събития, случили се по време на Втората световна война в Лисабон. Романът получава престижната награда „Златен кинжал“ за най-добър криминален роман на годината от Асоциацията на криминалните писатели и международната награда Deutsche Krimi за издание на немски език през 2003 г.
В романа му „Компанията на непознатите“ от 2001 г. историята отново се развива в Лисабон по време на Втората световна война, където физикът Карл Вос е двоен агент, на нацистите и съюзниците, и има афера с британската математичка и шпионка Андреа Аспинал.
През 2003 г. е издаден психологическият му криминален роман „Севилският слепец“. В него детективът Хавиер Фалкон от отдел „Убийства“ разследва случая на мъртъв ресторантьор с липсващи клепачи в Севиля, докато се бори със собствената си връзка със заподозрения убиец. Романът му също е номиниран за наградата „Златен кинжал“. Вторият роман от поредицата, „Мълчаливите и проклетите“ от 2004 г., с история за разследване на убийства, маскирани като самоубийства, печели наградата Gumshoe за най-добър европейски криминален роман за 2006 г. на списанието Mystery Ink. През 2012 г. по поредицата е направен минисериала „Фалкон“ с участието на Мартон Чокас и Наталия Тена.
Робърт Уилсън живее със семейството си в Португалия.

## Произведения

### Самостоятелни романи
- A Small Death in Lisbon (1999) – награда „Златен кинжал“[1][2][3][4][5]
- The Company of Strangers (2001)

### Поредица „Брус Медуей“ (Bruce Medway)
1. Instruments of Darkness (1994)[1][2][3]
2. The Big Killing (1996)
3. Blood is Dirt (1997)
4. A Darkening Stain (1998)

### Поредица „Хавиер Фалкон“ (Javier Falcon)
1. The Blind Man of Seville (2003)[1][2][3]
Севилският слепец, изд.: ИК „Прозорец“, София (2008), прев. Илияна Петрова
2. The Silent and the Damned (2004)
3. The Hidden Assassins (2006)
4. The Ignorance of Blood (2009)

### Поредица „Чарлз Боксер“ (Charles Boxer)
1. Capital Punishment (2013)[1][2][3]
2. You Will Never Find Me (2014)
3. Stealing People (2015)

## Екранизации
- 2012 Falcón – тв минисериал[2]
- 2014 La Ignorancia de la Sangre